# 咽頭
咽頭（いんとう、pharynx）は、消化管の前部で口腔と食道の中間にある膨大部である。動物群によってその範囲は異なる。
脊索動物においては、咽頭は食道に連なる鰓腸の同義語であり、少なくとも発生段階の一時期には鰓裂（さいれつ、branchial cleft）が形成される。脊椎動物の胚発生では、咽頭の左右両側壁が膨出した数個の咽頭嚢が発生し、それが発達して咽頭の左右に咽頭壁が分断されて咽頭裂（鰓裂）となって外通し、残った咽頭壁が前後に繰り返す咽頭弓（いんとうきゅう）を形成する。有羊膜類では鰓は形成されず、咽頭嚢は間もなく閉じるが、ほかの脊索動物（頭索動物・尾索動物）および半索動物では、成体でも鰓裂が存在する。
なお、咽頭は脊索動物だけでなく扁形動物や顎口動物、腹毛動物などの螺旋卵割動物、有爪動物や緩歩動物などの脱皮動物も持つが、原口が肛門となる脊索動物と異なりこれらはいずれも原口が口になる前口動物であり、脊椎動物の咽頭とは相同でない。
本項では、まず脊索動物（および半索動物）の咽頭について述べ、続いて前口動物の持つ咽頭についても説明する。

## 脊索動物における咽頭

### 発生学

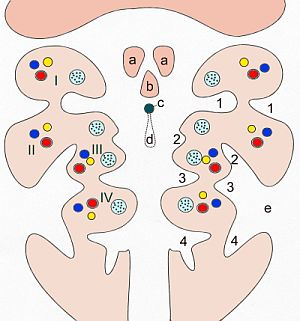
咽頭弓の模式図。I–IV 鰓弓、1–4 咽頭嚢（内側）と咽頭溝（外側）
a. 外側舌隆起
b. 正中舌隆起
c. 盲孔
d. 甲状舌管
e. 頸洞

脊椎動物の胚発生では、胞胚、原腸胚、神経胚に続き咽頭胚（いんとうはい、pharyngula）と呼ばれる段階になり、脊椎動物の基本的なボディプラン形成が起こる。
咽頭胚期では、内胚葉性の咽頭の左右の側壁が、前後方向に一定の間隔をおいて、外側に向かって数対が膨出し、咽頭嚢（咽頭囊、いんとうのう、pharyngeal pouch）を形成する。咽頭嚢は成体では内臓嚢（内臓囊、ないぞうのう、visceral pouch）となる。咽頭嚢が発達すると、外側に膨出し、体表の外胚葉に接触して咽頭溝（いんとうこう、pharyngeal groove）と呼ばれる浅い窪みが形成される。
動物によっては、一定の部位で咽頭壁が分断されて外通し、咽頭裂（いんとうれつ、pharyngeal cleft）が形成される。これは成体では内臓裂（ないぞうれつ、visceal cleft）または鰓裂（さいれつ、branchial cleft, gill slit）と呼ばれる。鰓裂は動物によってその個数は異なり、ヌタウナギ類では6–14対、ヤツメウナギ類では7対、軟骨魚類では多くは6対（稀に8対）、硬骨魚類・両生類・爬虫類では5対、鳥類および哺乳類では4対である。尾索動物や頭索動物は鰓孔（さいこう、stigma, spiracle）と呼ばれる多数の鰓裂を持つが、直接は外通せず、囲鰓腔に開口する。前者は極めて多数の鰓裂が縦横の列をなし、後者は最大60対の鰓裂が咽頭の左右に前後1列に並ぶ。半索動物は脊椎動物と同様に咽頭から外界に直接通じる鰓裂を持つ。
咽頭裂によって分節された残存部分を咽頭弓（いんとうきゅう、pharyngeal arch）といい、背腹方向に弓状をなす。咽頭弓は発生が進むと内臓弓と呼ばれ、中でも呼吸にかかわるものを鰓弓（さいきゅう、branchial arch）という。この鰓弓列によって構成される籠状構造は鰓籠（さいろう、branchial basket）と呼ばれる。
有羊膜類では鰓は形成されず、咽頭裂はすぐに消失して咽頭嚢は閉じる。それにもかかわらず有羊膜類が胚発生では咽頭嚢を持つことは、生物発生原則の一例であると説明される。ヒトでは胎生3.5–7週で咽頭溝が認められる。対して、魚類および両生類の幼生、一部の両生類成体では鰓裂の前後の壁に、背腹方向に並ぶ水平な粘膜の襞として呼吸器官（鰓）である鰓弁（さいべん、branchial lamella）が作られる。
咽頭嚢は、消化管の内壁が側方へ向かってポケット状にくぼんだもので、尾索動物や頭索動物、また脊椎動物の魚類・両生類幼生および一部の両生類成体では、外界へ開通して「えら穴」（鰓裂：さいれつ）となり、その前後の残存部、つまり鰓弓（さいきゅう）の壁にガス交換面としての「えら」（鰓弁：さいべん）を生ずるものである。本来これらの祖先的な脊索動物において、口から飲み込んだ水を鰓裂に通してガス交換すると共に、ここの腹側にある内柱から分泌される粘液と鰓弁によってプランクトンやデトリタスを濾過補足して摂食するかご状の器官であった。今日でも尾索動物のホヤやサルパ、頭索動物のナメクジウオ、脊椎動物のヤツメウナギの幼生アンモシーテスではこの本来の形態や機能をよく維持している。硬骨魚綱や軟骨魚綱の魚類にも咽頭で濾過摂食するものが多く知られているが、これらでは濾過の主役は鰓弁ではなく鰓弓から伸びた鰓耙（さいは）と呼ばれる突起となり、また内柱からの粘液シートも失われている。
空気呼吸をするようになった脊椎動物のうち、幼形成熟しない両生類や有羊膜類では咽頭嚢は原則として外通せず、また、鰓弁も発生せずに、成長にともなって退化消失するが、その付近の組織からは種々の鰓性（さいせい）器官が分化する。また、脊椎動物では内柱は内分泌器官である甲状腺に変化し、代謝調節を担っている。
この点では爬虫類や鳥類でもほぼ同様だが、哺乳類の咽頭は、鼻腔、口腔と喉頭の間にあって、呼吸ならびに食物の通路として十字路のような大切な部分であり、ヒトでは抗体をつくって生体を防御する扁桃などのリンパ組織が杯状に配置（ワルダイエル扁桃輪）され、神経の分布は緻密である。また、種々の筋肉の協調により嚥下をもつかさどる。

### 解剖学
脊椎動物顎口類では、咽頭の補強および運動を司る筋として鰓下筋群（さいかきんぐん、hypobranchial muscles）が存在する。これは後頭部から頸部にかけての体節に由来し、二次的に咽頭底に位置する。なお、脊椎動物では咽頭の直後に続く気管の起始部は喉頭と呼ばれる。
終生鰓呼吸を行う脊椎動物である魚類では、左右の咽頭側壁に鰓を持つ。硬骨魚類では咽頭部に上下の咽頭骨を持つ。上下の咽頭骨上には咽頭歯（pharyngeal tooth）が生え、コイ科やベラ科でよく発達する。
ヒトの咽頭は気管の入口にあって発声や誤嚥の防止といった機能を有する。ヒトの咽頭は上咽頭、中咽頭、下咽頭の三つの部分に分けられる。

#### 上咽頭
鼻腔に続く口蓋のレベルより上の部分を上咽頭（epipharynx）、鼻咽腔（びいんこう/びいんくう）、あるいは咽頭鼻腔部（nasopharynx）と呼ぶ。呼吸器（上気道）の一部を構成している。ここには中耳腔（ちゅうじこう/ちゅうじくう）に通じる耳管の開口部がある。
ここにアデノイドがあり、アデノイドが増殖すると耳管を圧迫して狭窄（きょうさく）を起こして難聴の原因となる。
また風邪などで鼻炎、扁桃炎に引き続いて上咽頭炎を起こすと、炎症が耳管や中耳に波及して中耳炎を起こす。
ここにできる腫瘍には、上咽頭癌や肉腫があるが、これは中国南東岸一帯、台湾、香港、シンガポールの中国人に多く見られる。

#### 中咽頭
中咽頭（、英: mesopharynx）は咽頭のうち口腔の後方に位置する領域である。咽頭口部（、英: oropharynx）とも。
中咽頭は口峡峡部（、英: isthmus of fauces）を境界面として口腔と接続する。また喉頭蓋上縁を境界線として下咽頭と接続する。更に軟口蓋を境界として上咽頭と接続している。中咽頭は口腔と鼻腔が合流する位置にあるため、消化管であると同時に上気道でもある。この両側に扁桃がひかえる。この部分は風邪などの炎症でよく咽頭炎ならびに扁桃炎を起こす。
咽頭炎には、急性と慢性の別があり、急性咽頭炎では、発熱、咽頭痛、咳、痰などを訴え、口を開けると咽頭が赤く見える。慢性咽頭炎は、過度の飲酒、喫煙、炎症の慢性化などによっておこり、痛みを訴えることはなく、むしろ咽頭異物感あるいは違和感に悩まされるものである。
治療としては、原因となる疾患、例えば慢性鼻炎、副鼻腔炎などの除去に努め、慢性の場合、抗生物質は使わず、もっぱら吸入、うがいなどの局所治療に専念する。

#### 下咽頭
最下部の下咽頭（hypopharynx）は咽頭喉頭部（laryngopharynx）ともいい、喉頭の後方から両側方にかけて存在する腔で、ここから気道より分かれた消化管となる。炎症が慢性化しやすい部分である。また、大人の場合、舌根にある舌扁桃の増殖が加わって違和感がさらにひどくなる。
食道の直上に位置する1対の空間を梨状窩（英: piriform fossa）という。梨状陥凹（英: sinus pyriformis）、Recessus Piriformis とも。
ここにも悪性腫瘍ができやすく、喉頭の癌と区別しにくいことが多い。
また、ここは下咽頭痛のほか、嚥下障害などを訴える部分であり、魚骨などの異物のひっかかりやすい場所でもある。
最近は少なくなったが、咽頭結核もみられることがある。これは、たいてい肺結核から二次的に感染したもので、咽頭痛、嚥下痛、微熱、喉の違和感、嚥下困難などを訴えるものであり、咽頭粘膜あるいは軟口蓋に粟粒（ぞくりゅう）状発疹か、潰瘍が見られる。
なお、昔多かった咽頭梅毒は、現在ではほとんどみられなくなった。代わりに、オーラルセックスによる性感染症（STD）としては淋菌性咽頭炎などが増加傾向にある。

## 前口動物における咽頭

### 扁形動物
扁形動物のうち渦虫類（多系統群）、吸虫類は消化管を持つが、条虫類は消化管を欠く。
渦虫類の消化管は口・咽頭・腸の3部からなる。渦虫類の咽頭は著しい筋壁が発達し、反転して口の外に出て食物を包んで摂取する機能を持つ。渦虫類の中でも、小鎖状類や多食類は単咽頭（たんいんとう、simple pharyncx）である一方、その他の渦虫類は複咽頭（ふくいんとう、composite pharynx）である。複咽頭は咽頭鞘（いんとうしょう、pharyngeal sheath）と呼ばれる繊毛を欠く扁平上皮によって覆われた構造で保護されており、咽頭が退縮したときこれに包まれる。複咽頭はさらに球形咽頭（bulbous pharynx）と褶咽頭（plicate pharynx）の2つに分けられ、前者は棒腸類、後者は多岐腸類・三岐腸類・原順列類が持つ。
吸虫類の消化管は、前端に口が開き、咽頭・食道を経て腸管に至る。咽頭は口腔の後方かつ食道の前にある筋壁の球形膨大部であり、食物を吸い込むポンプとして機能している。

### 顎口動物
顎口動物の消化管は前方の腹側に開口する口から咽頭を経て腸管につながるが、腸管は袋状で肛門を欠く。咽頭は筋肉質で、クチクラ性の1対の顎（あご、jaw）と1個の基板（きばん、basal plate）を具えている。これは本動物門の固有派生形質であると考えられている。

### 腹毛動物
腹毛動物の消化管は口・咽頭・食道・腸・肛門からなり、直線的に配列する。咽頭は線虫類に似て筋肉性である。なお淡水生のものには、咽頭寄りの腸管の左右に1対の原腎管が付属する。

### 紐形動物
紐形動物の口と肛門をつなぐ消化管は直走し、咽頭・胃・腸に分化する。吻を収める吻腔は消化管の背側を併走する。

### 輪形動物
輪形動物では、咽頭に咽頭咀嚼器（いんとうそしゃくき、pharyngeal apparatus）がある。これはキチン質の構造を持つこの分類群に特有の口器で、トロフィー（trophi）とも呼ばれる。場合によっては、咽頭下部が拡張した筋性の嚢となり、咽頭咀嚼器を収める咽頭咀嚼嚢（mastax）を形成する場合もある。咽頭咀嚼器は複雑な構造の咀嚼板からなり、中央の1個の砧部（きぬたぶ、incus）およびその左右にある2個の槌部（つちぶ、malleus）で構成される。筋運動により槌部を砧部に打ち付けることで食物を破砕する。

### 緩歩動物
緩歩動物は1対の歯針を持ち、これを用いて他の動植物の外壁に穿孔して、咽頭部の筋肉を使って食物を吸入する。真クマムシ綱では、咽頭内部に楯板と呼ばれる口器が存在し、この形と配列は分類形質として用いられる。